# Kowale Oleckie
Pour la gmina, voir Kowale Oleckie (gmina).
Kowale Oleckie est un village situé dans le powiat d'Olecko en Varmie-Mazurie, au nord de la Pologne. Il est le siège de la gmina du même nom.